# مراقبت و تنبیه
مراقبت و تنبیه: تولّدِ زندان (به فرانسوی: Surveiller et punir) با عنوان فرعی زایش زندان (به فرانسوی: Naissance de la prison) عنوان کتابی است از میشل فوکو، فیلسوف فرانسوی.
فوکو در سالهای ۱۹۷۲ و ۱۹۷۳ سخنرانی‌هایی در فرانسه و برزیل شامل بررسی جامعهٔ جزایی و قدرت قضایی انجام داد. این پژوهش در سال ۱۹۷۵ به انتشار کتاب مراقبت و تنبیه: زایش زندان انجامید.

## محتوای کتاب
در این کتاب، فوکو دودمان شکل‌گیری کالبد و ذهن را در چارچوب نظام‌های مراقبتی و انضباطی قدرت مورد مطالعه قرار می‌دهد و مدعی است که در نهادهایی چون مدارس، زندان‌ها، بیمارستان‌ها و کارگاه‌ها تکنیک‌های انضباطی خاص به کار می‌رود و در چارچوب آن‌ها مقررات حاکم بر رفتار و سلوک، اقدامات مراقبتی و شیوه‌های نظارت بر آن‌ها تدوین و به معرض اجرا در می‌آید. زندگی دانش آموزان، سربازان، بیماران و زندانیان در معرض مراقبت و نظارت و تهیه گزارش قرار می‌گیرد و رفتار بهنجار مورد تشویق و رفتار نامطلوب با اقدامات مجازاتی مواجه می‌شود. هدف غایی مراقبت و نظارت و انضباط، بهنجار نمودن فرد و از میان بردن بی انضباطی‌های اجتماعی و روانی و سر انجام تربیت انسان‌هایی مطیع و سودآور در جامعه‌است.
فوکو می‌گوید در شیوه‌های مراقبتی و کیفری ماقبل مدرن روش‌های وحشیانه شکنجه و آزار بدنی به کار می‌رفت. اما به تدریج از قرن هجدهم به بعد مجازات‌های بدنی جای خود را به مجازات‌های ظریف روانی داد. از این تاریخ مجازات‌های جدید روح را آماج خود قرار داد، مجموعه کیفرشناسی جدید به جانب مراقبت فراگیر معطوف شد. از این تاریخ به بعد زندان‌ها، مدارس و آسایشگاه‌های روانی به منظومه‌هایی از نظارت فراگیر تبدیل شد که فرد را در معرض مراقبت دایمی و بدون وقفه قرار می‌داد و به تهیه پرونده و گزارش‌هایی تفصیلی از رفتار فرد و تدوین شناخت شناسانه از این داده‌ها مدد می‌رساند. در این منظومه که فوکو آن را «میکروسکوپ قدرت» می‌نامد، گفتمان علمی، اجتماعی و کیفیات سیاسی قدرت و ذهنیت فردی با هم تلاقی می‌کنند و به صورتی ظریف و پیچیده بر یکدیگر تأثیر می‌گذارند.

## به فارسی
نیکو سرخوش و افشین جهاندیده ترجمهٔ مشترکی از این کتاب به فارسی دارند که به وسیلهٔ نشر نی منتشر شده است.